# 辰巳琢郎の葡萄酒浪漫
『辰巳琢郎の葡萄酒浪漫』（たつみたくろうのわいんろまん）は、BSテレ東で、毎週日曜日の23:30 - 24:00に放送されている情報番組・バラエティ番組であり、辰巳琢郎（タレント・俳優）の冠番組である。ちなみに、番組内で表示される辰巳ワイナリーを示すWTのロゴ画像は、BSフジで放送されていた辰巳琢郎のワイン番組という題名の番組で使用していたものと全く同じものである

## 内容
辰巳琢郎がホスト役となり、毎回男女2名のゲストを招くトーク番組。
世界12ヵ国より集めた12本のワインの中から「今飲みワイン」「○○（ゲスト）っぽいワイン」を各ゲストに選んでもらい、そのワインに合わせた料理をその場で料理家が調理する。（12本のワインは、ゲスト毎に変更される。）
ワインと料理を楽しみながら、軽快なトークが繰り広げられる。
辰巳が日本のワイナリーを訪れ紹介するミニコーナーもある。

## 出演者
- 辰巳琢郎

## ナレーター
- 田中真弓